# Heiko Weinrich
Heiko Weinrich (* 18. August 1971) ist ein ehemaliger deutscher Fußballspieler. In der zweithöchsten Spielklasse des deutschen Fußballs, der 2. Bundesliga, spielte er für den FC Rot-Weiß Erfurt.

## Sportliche Laufbahn

### Gemeinschafts-, Club- und Vereinsstationen
Der seit 1985 beim FC Rot-Weiß Erfurt ausgebildete Fußballer kickte in der letzten eigenständigen Spielzeit des ostdeutschen Zweitligafußballs für den SV Motor Weimar. Bei den Goethestädtern traf er in seiner ersten Saison in der zweitklassigen Liga des in Auflösung befindlichen DDR-Fußballs in 28 Spielen sechsmal.
In der Saison 1991/92 der 2. Bundesliga, die die Rot-Weißen als Dritter der finalen Oberligarunde erreicht hatten, war Weinrich zurück in Erfurt. Als Mittelfeldspieler wurde er beim RWE-Abstieg aus dem Profifußball in 15 Partien eingesetzt (zwei Treffer). Durch den Bronzerang 1990/91 im Nordosten qualifizierten sich die Thüringer auch für den Europapokal. In der 1991/92er-Ausgabe des UEFA Cups wirkte Weinrich in drei der vier RWE-Partien bis zum Zweitrundenaus gegen den schlussendlichen Sieger Ajax Amsterdam mit.
Nach dem Zweitligaabstieg der Erfurter spielte er in zwei Spielzeiten der damals drittklassigen Amateur-Oberliga mit elf und drei Einsätzen 1992/93 und 1993/94 nur eine Nebenrolle. Der ehemalige Erstligist qualifizierte sich nach einer weiteren Ligareform für einen Verbleib in der dritten Leistungsstufe, der (wieder)eingeführten Regionalliga. Dort kamen 1994/95 noch einmal vier und in der Folgespielzeit die letzten sechs Punktspiele im Rot-Weiß-Trikot auf sein Konto. Nach einem Wechsel bereits während der Saison 1995/96 setzte er seine Laufbahn beim SSV Erfurt-Nord fort.

### Auswahleinsätze
Im Spieljahr 1987/88 war das RWE-Talent Kadermitglied der DDR-Jugendauswahl, für die er 14 Länderspiele bestritt. Fünf davon wurden bei der U-16-EM im Frühjahr 1988 in Spanien ausgetragen. Die DDR-Elf gewann nach einem Sieg im Elfmeterschießen gegen die bundesdeutschen Altersgenossen im kleinen Finale bei diesem Turnier EM-Bronze. Bereits im Herbst dieses Jahres begann für die ostdeutsche U-17 die Qualifikationsspiele der über zwei Spielzeiten ausgetragenen U-18-Europameisterschaft, an denen Weinrich mitwirkte. Im Sommer 1988 gehörte er zum Aufgebot der DDR-Junioren für die vor heimischer Kulisse ausgetragenen Jugendwettkämpfen der Freundschaft, wurde aber in den fünf Partien im Bezirk Gera nicht eingesetzt. Auch bei den beiden noch ausstehenden, nun von der U-18-Auswahl ausgetragenen EM-Qualipartien wurde der Erfurter nicht mehr eingesetzt.